# Notte europea dei musei
La Notte europea dei musei è un evento culturale annuale che si svolge nel mese di maggio in varie parti d'Europa. Si tratta dell'apertura eccezionale, simultanea e il più delle volte gratuita dei musei europei per una sera, al fine di incentivare il nuovo pubblico, in particolare le famiglie, i giovani e le persone più svantaggiate, a recarsi nei musei.
La Notte europea dei musei è organizzata dal Ministero della cultura francese con il patrocinio dell'Unesco, del Consiglio d’Europa e dell'ICOM, «con l'obbiettivo di incentivare e promuovere la conoscenza del patrimonio e dell'identità culturale nazionale europea». Dal 2005 si svolge ogni anno in contemporanea in tutta Europa. 
Il sito ufficiale internazionale dell'evento è gestito dal Ministero della cultura francese. In Italia il calendario degli appuntamenti è pubblicato ogni anno anche sul sito ufficiale del Ministero della cultura e aggiornato in tempo reale a cura degli istituti periferici del Ministero. Aperture straordinarie notturne, visite guidate e/o spettacoli dal vivo sono proposti a seconda delle disponibilità dei singoli musei.

## Storia
L'evento precursore della Notte europea dei musei è stato la "Lange Nacht der Museen" ("Lunga notte dei musei" in italiano) tenutasi a Berlino nel 1997, durante la quale i berlinesi vennero invitati a visitare i musei più vicini a loro, in particolare quelli in cui non erano mai stati.
Nel 1999, su iniziativa del Ministero della Cultura francese, la Francia ha ripreso l'idea di Berlino e ha proposto a tutti i musei francesi di aprire gratuitamente le loro porte al pubblico una domenica di Primavera. Chiamato "Primavera dei musei", l'evento ha sancito l'apertura nel 2001 di tutti i musei dei 39 paesi firmatari della convenzione culturale europea del Consiglio d'Europa. Da allora la direzione di questo evento culturale è affidata ai Ministeri della Cultura di ciascun paese partecipante.

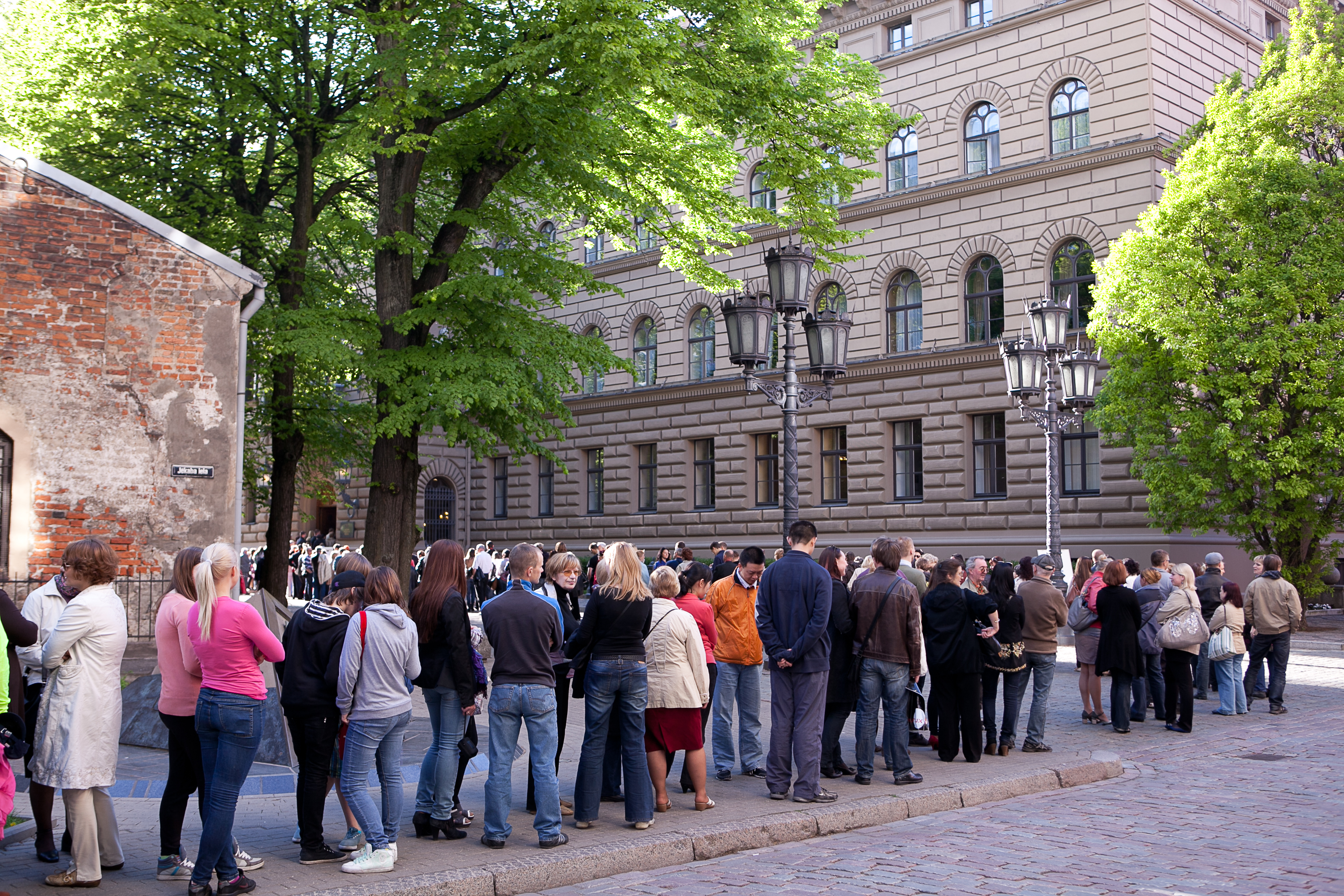
Coda nel 2012 per visitare il Saeima, il Parlamento della Repubblica della Lettonia.

L'evento è stato ribattezzato "Notte dei musei" in Francia nel 2005 e da lì il nuovo appellativo si è diffuso poi in molte altre realtà europee.
Pensata in uno spirito festoso e conviviale, questa Notte europea dei musei, che inizia al tramonto e si conclude intorno all'una di notte, è vista come un'occasione per promuovere e far conoscere ad un pubblico più ampio la ricchezza del patrimonio culturale contenuta nelle collezioni museali, e per attrarre nuovi visitatori, in particolare giovani che spesso hanno altre pratiche culturali, e pubblico locale che non sempre osano varcare la soglia. Il target a cui mira l'evento è allora esplicitamente indicato come "un pubblico più giovane e più nottambulo". Nel complesso, l’obiettivo era quello di creare una reale mobilitazione dei musei e del pubblico europei, che contribuisse alla costruzione di un’Europa della cultura motivando le popolazioni a viaggiare.
Il giorno scelto per celebrare la Notte europea dei musei è solitamente il sabato più vicino al 18 maggio, data che da trent'anni ospita la Giornata internazionale dei musei. I due eventi fanno da cassa di risonanza a vicenda e sanciscono, insieme ad altri importanti eventi nazionali come il Museums at Night Weekend nel Regno Unito, il mese di maggio come il "mese dei musei" in Europa.
Nel 2020, a causa della pandemia di COVID-19 e dei coprifuochi e lockdown conseguenti, la Notte dei musei è stata eccezionalmente posticipata al 14 novembre 2020, svolgendosi quasi esclusivamente in formato digitale.
Nel 2021, per la sua 17ª edizione, l'evento è tornato al suo formato abituale o in versione ibrida (phygical), con la differenza di essersi svolto il 3 luglio.

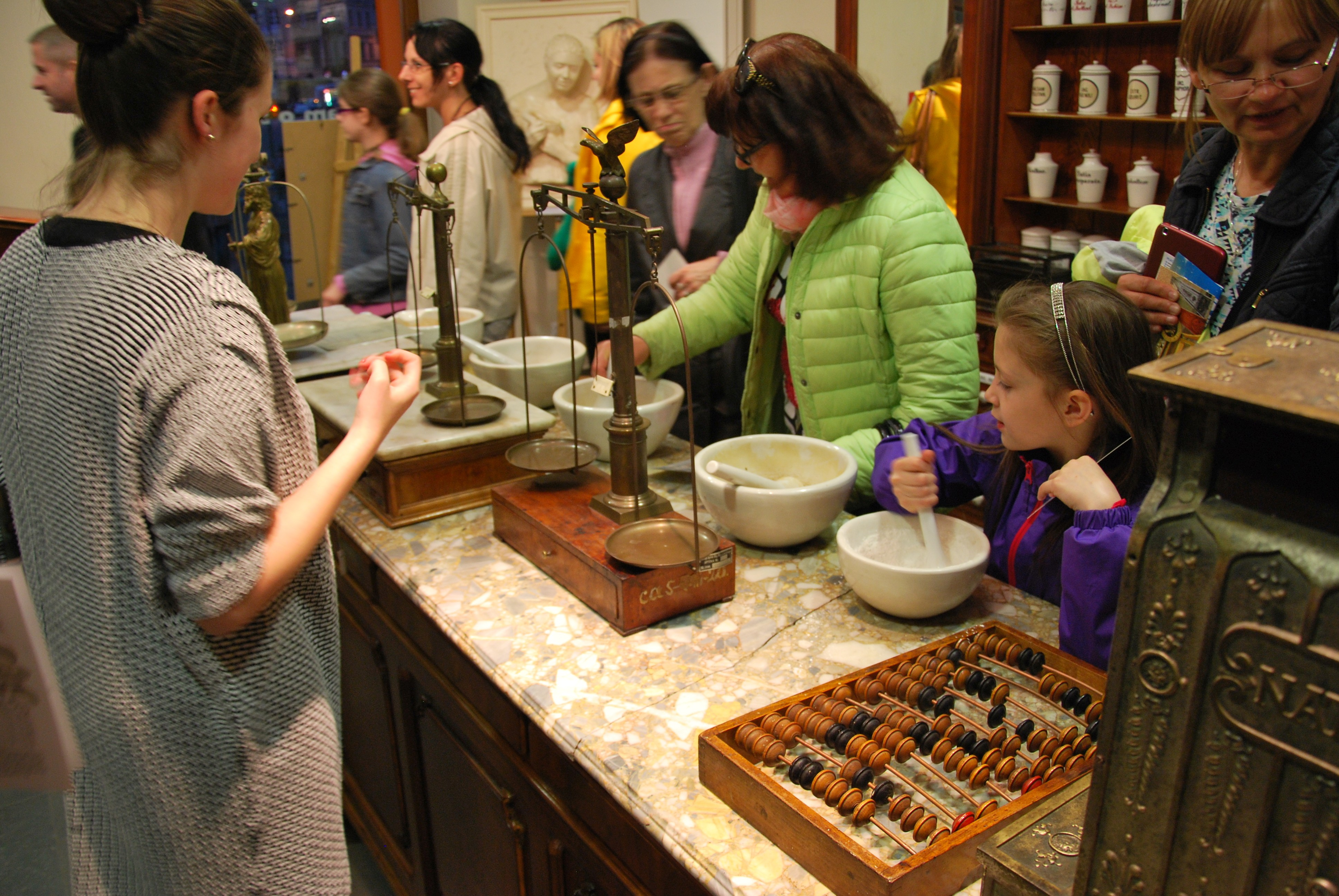
Nel 2015 al Museo della farmacia di Łódź, in Polonia.
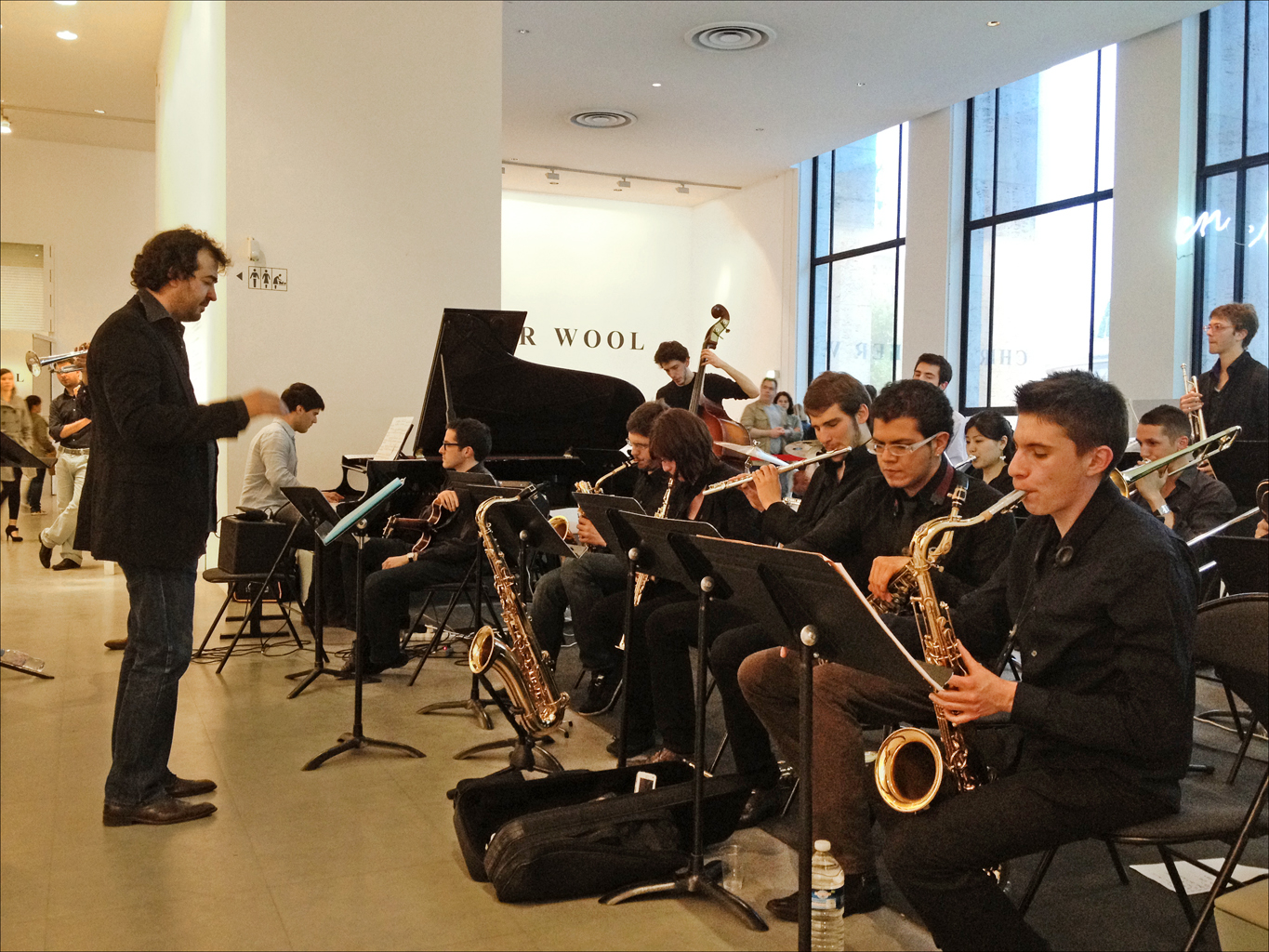
Il Musée d'art moderne de la Ville de Paris nel 2012.
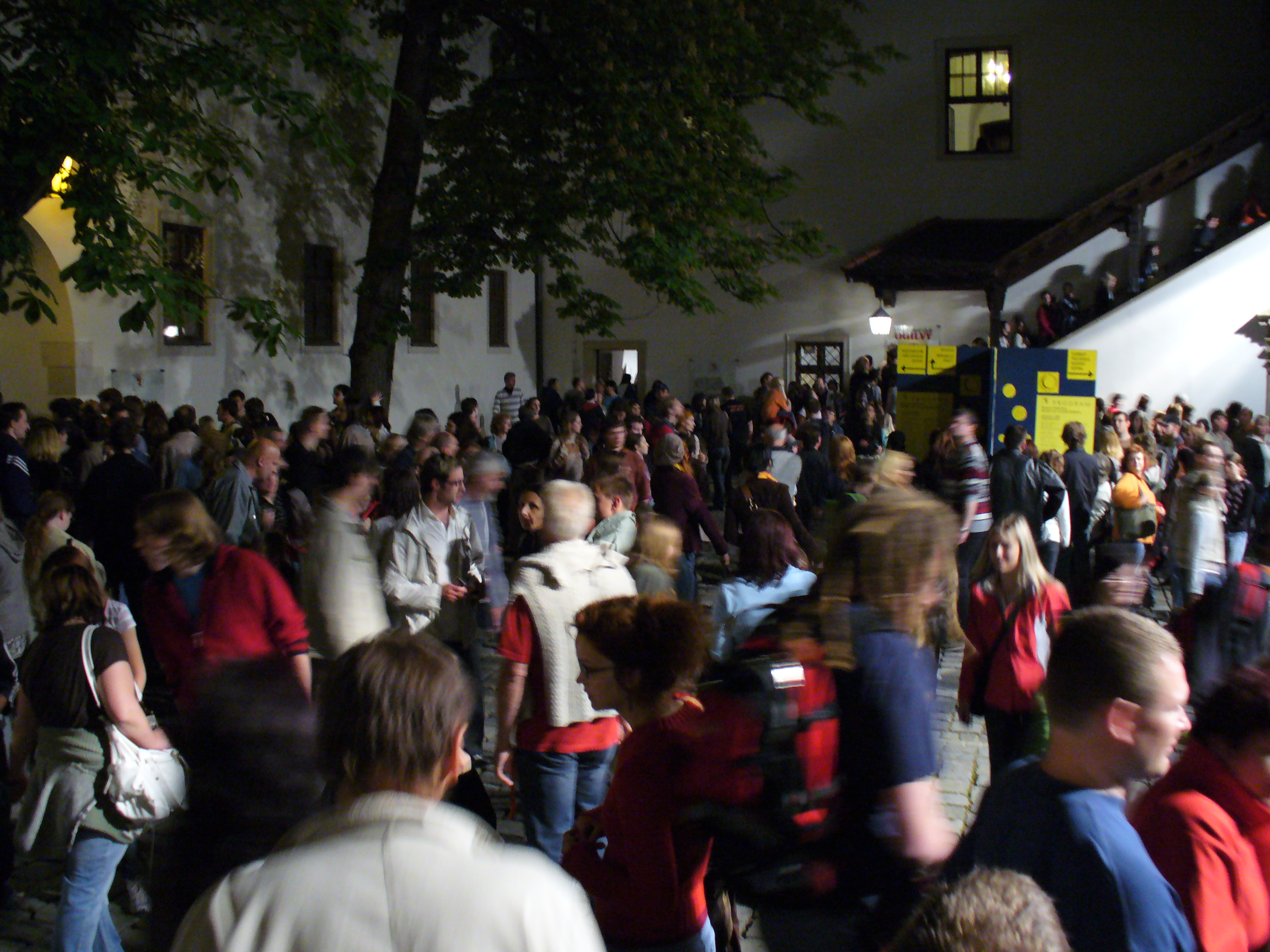
Nel 2008 a Brno, in Repubblica Ceca.
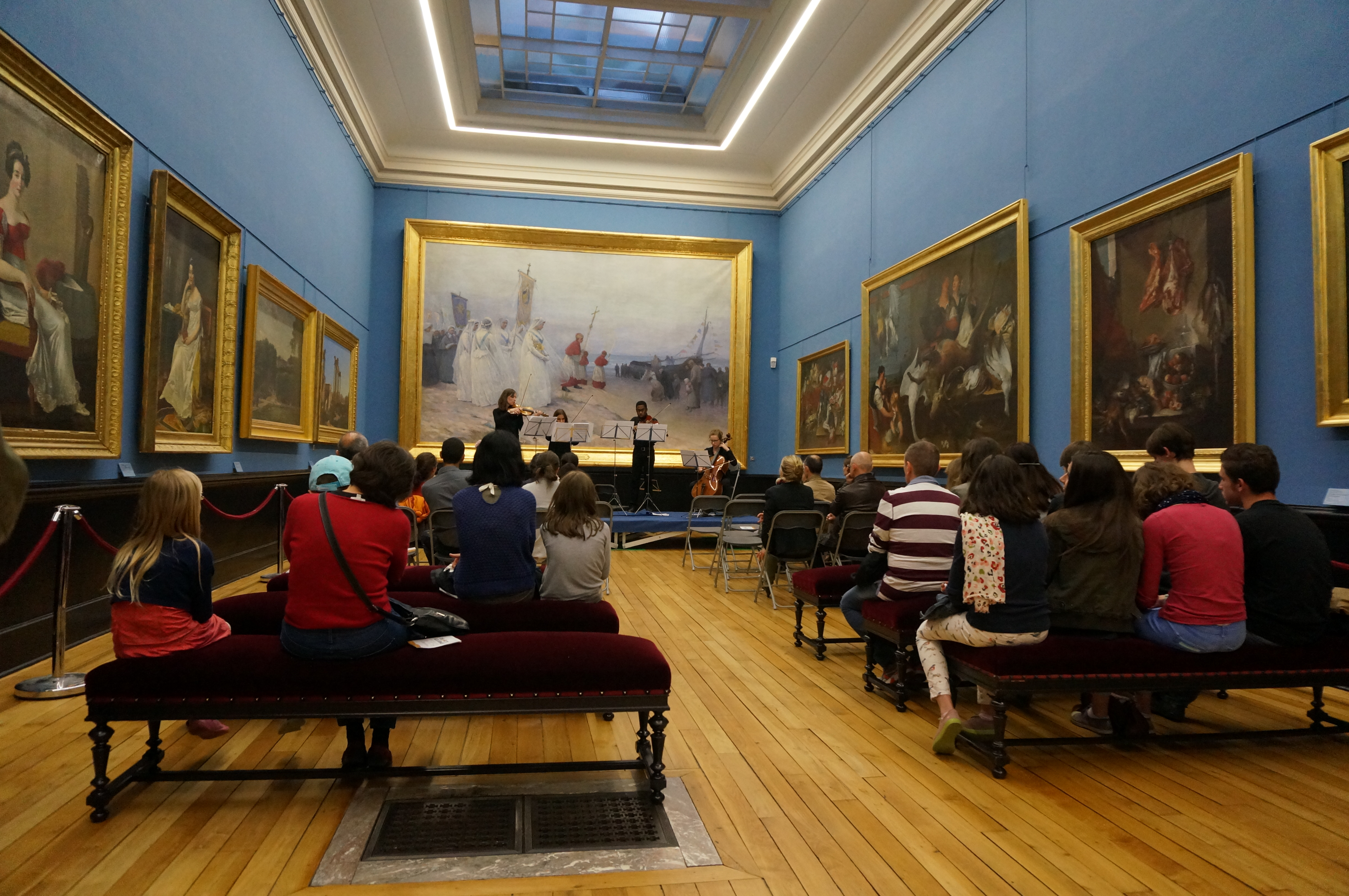
Concerto nel 2014 a Châlons-en-Champagne, in Francia.
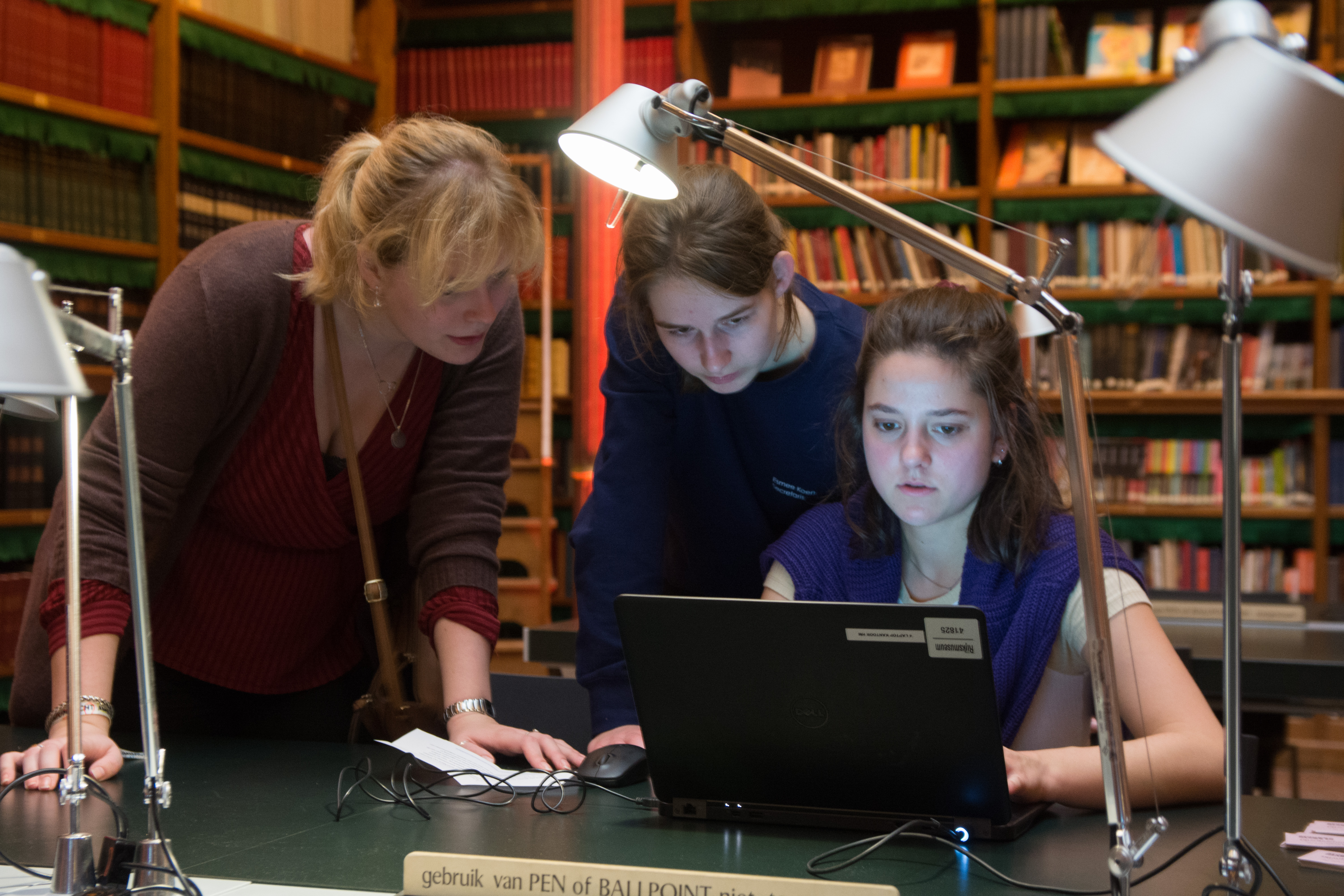
Editathon alla Notte europea dei musei 2019 al Rijksmuseum di Amsterdam, nei Paesi Bassi.